# Madeleine Gustafsson
Madeleine Anette Gustafsson (* 12. August 1980 in Eskilstuna; geborene Madeleine Anette Grundström) ist eine ehemalige schwedische Handballspielerin.
Die 1,82 m große Torhüterin spielte zuletzt für den dänischen Erstliga-Club Aalborg DH. Mit Aalborg stand sie im Final um die dänische Meisterschaft der Saison 2008/09, scheiterte dort jedoch an Viborg HK. Ab September 2009 fiel sie wegen einer Rückenverletzung langfristig aus. Aufgrund dieser Verletzung musste Gustafsson 2010 ihre Karriere beenden.
Für die schwedische Nationalmannschaft bestritt Gustafsson 148 Länderspiele. Mit dem Drei-Kronen-Team nahm sie an den Olympischen Spielen 2008 teil.
Am 27. Juni 2009 heiratete Madeleine den Handballspieler Mattias Gustafsson.